# Dasychira euryptila
Dasychira euryptila är en fjärilsart som beskrevs av Collenette 1947. Dasychira euryptila ingår i släktet Dasychira och familjen tofsspinnare. Inga underarter finns listade i Catalogue of Life.